# Prêmio IEEE Reynold B. Johnson de Sistemas de Armazenamento de Informações
O Prêmio IEEE Reynold B. Johnson de Sistemas de Armazenamento de Informações (em inglês:  IEEE Reynold B. Johnson Information Storage Systems Award) é um prêmio anual concedido pelo Instituto de Engenheiros Eletricistas e Eletrônicos (IEEE) a um indivíduo, múltiplos recipientes ou equipe de até três pessoas, por contribuições excepcionais aos sistemas de armazenamento de informações. O prêmio é denominado em memória de Reynold B. Johnson. É patrocinado pela Hitachi Data Systems, e foi anteriormente patrocinado pela IBM.
O prêmio foi estabelecido em 1991, consistindo em uma medalha de bronze, um certificado e um honorário.

## Recipientes
- 1993: Jack Harker
- 1994: Dennis Mee
- 1995: James U. Lemke
- 1996: Nobutake Imamura
- 1997: Alan Shugart
- 1998: Jean-Pierre Lazzare
- 1999: David A. Patterson e Randy Katz e Garth Gibson
- 2000: Mark Kryder
- 2001: Tu Chen
- 2002: Christopher Henry Bajorek
- 2003: H. Neal Bertram
- 2004: Bruce A. Gurney e Virgil S. Speriosu
- 2005: François B. Dolivo
- 2006: Jaishankar Menon
- 2007: David Hitz e James Lau
- 2008: Alan Jay Smith
- 2009: Marshall Kirk McKusick
- 2010: Moshe Yanai
- 2011: Não houve premiação
- 2012: Naoya Takahashi
- 2013: Michael L. Kazar
- 2014: John Ousterhout e Mendel Rosenblum
- 2015: Dov Moran e Amir Ban e Simon Litsyn